# 미람
미람(본명: 김민경, 1989년 2월 4일 ~ )은 대한민국의 배우이다.

## 학력
- 한국예술종합학교 연극원 연기과

## 출연 작품

### 드라마
- 《KBS 드라마 스페셜 - 아트》 (KBS2, 2012년) - 어린 고정아 역
- 《학교 2013》 (KBS2, 2012년 ~ 2013년) - 김민경 역
- 《천명 - 조선판 도망자 이야기》 (KBS2, 2013년) - 연금 역
- 《은희》 (KBS2, 2013년)
- 《아직 헤어지지 않았기 때문에》 (네이버TV, 2013년) - 강현아 역
- 《KBS 드라마 스페셜 - 꿈꾸는 남자》 (KBS2, 2014년) - 홍아영 역
- 《라이어 게임》 (tvN, 2014년) - 성자 역
- 《KBS 드라마 스페셜 - 원혼》 (KBS2, 2014년) - 비류 역
- 《블러드》 (KBS2, 2015년) - 장유진 역
- 《라이더스: 내일을 잡아라》 (E채널 & 드라마큐브, 2015년) - 서은주 역
- 《쇼핑왕 루이》 (MBC, 2016년) - 박혜주 역
- 《KBS 드라마 스페셜 - 평양까지 이만원》 (KBS2, 2016년) - 임소원 역
- 《KBS 드라마 스페셜 - 피노키오의 코》 (KBS2, 2016년) - 윤다래 역
- 《부잣집 아들》 (MBC, 2018년) - 선영 역
- 《오늘의 탐정》 (KBS2, 2018년) - 이찬미 역
- 《배드파파》 (MBC, 2018년)
- 《여우각시별》 (SBS, 2018년) - 갑질녀 역
- 《봄이 오나 봄》 (MBC, 2019년) - 천수현 기자 역
- 《멜로가 체질》 (JTBC, 2019년) - 하윤 역
- 《머니게임》 (tvN, 2020년) - 진마리 역
- 《유미의 세포들》 (TVING / tvN, 2021년) - 강이다 역
- 《이 연애는 불가항력》 (JTBC, 2023년) - 유수정 역
- 《미녀와 순정남》 (KBS2, 2024년) - 정미 역
- 《사랑 후에 오는 것들》 (쿠팡플레이, 2024년) - 박지희 역
- 《여왕의 집》 (KBS2, 2025년) - 김도희 역 (1회 ~ 9회 특별출연)

### 영화
- 《귀》 (2010년) - 소녀귀신 / 지영 /여선배 (목소리) 역
- 《사랑의 확신》 (2011년) - 신예 역
- 《밀월도 가는 길》 (2012년) - 은하/어린 유진 역
- 《차형사》 (2012년) - 신영 역
- 《완전 소중한 사랑》 (2013년) - 어린 예나 역
- 《방 안의 코끼리》 (2016년) - 인경 역
- 《미성년》 (2019년) - 간호사 2 역
- 《모든 것은 숲으로 돌아간다》 (2021년, 단편 영화) - 우정출연

## 수상 및 후보
| 연도 | 시상식       | 부문              | 작품         | 결과 |
| ---- | ------------ | ----------------- | ------------ | ---- |
| 2019 | MBC 연기대상 | 수목드라마 조연상 | 봄이 오나 봄 | 후보 |